# Maxim Walerjewitsch Tschudinow
Maxim Walerjewitsch Tschudinow (russisch Максим Валерьевич Чудинов; * 25. März 1990 in Tscherepowez, Russische SFSR) ist ein russischer Eishockeyspieler, der seit Oktober 2017 beim HK Awangard Omsk aus der Kontinentalen Hockey-Liga unter Vertrag steht.

## Karriere

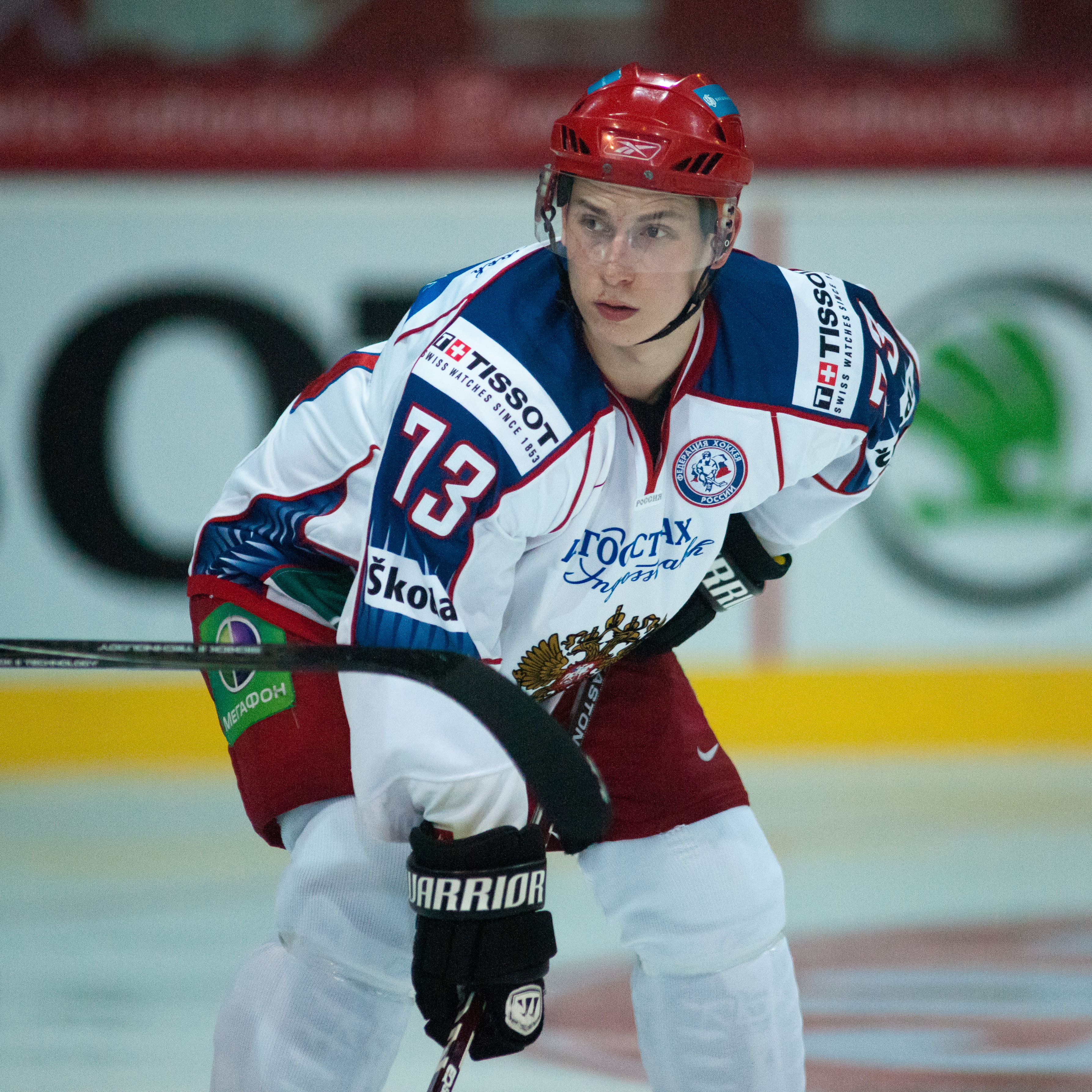
Maxim Tschudinow 2011

Maxim Tschudinow begann seine Karriere als Eishockeyspieler in seiner Heimatstadt in der Nachwuchsabteilung von Sewerstal Tscherepowez, für dessen Profimannschaft er in der Saison 2006/07 sein Debüt in der russischen Superliga gab. Dabei blieb er in zwei Spielen punkt- und straflos. In den folgenden Jahren erkämpfte sich der Verteidiger einen Stammplatz in der Mannschaft, die 2008 in die Kontinentale Hockey-Liga aufgenommen wurde. Nachdem der russische Junioren-Nationalspieler in der Saison 2009/10 in 47 Spielen sechs Tore erzielt und sieben Tore vorbereitet hatte, wurde er im NHL Entry Draft 2010 in der siebten Runde als insgesamt 195. Spieler von den Boston Bruins ausgewählt.
In den folgenden zwei Spieljahren absolvierte Tschudinow jeweils 58 KHL-Partien und erzielte dabei 62 Scorerpunkte, ehe er im Mai 2012 seinen Stammverein nach sieben Jahren Zugehörigkeit verließ und vom SKA Sankt Petersburg verpflichtet wurde. Beim SKA gehörte er in den folgenden Jahren zu den Leistungsträgern, wurde mehrfach zum KHL-Verteidiger des Monats ernannt und gewann mit dem Armeeklub 2015 und 2017 den Gagarin-Pokal. Im Oktober 2017 verließ er den Verein und wechselte im Tausch gegen die Transferrechte an Dmitri Sawgorodny zum HK Awangard Omsk. In der Spielzeit 2020/21 gewann er seinen dritten Gagarin-Pokal.

### International
Für Russland nahm Tschudinow an den U18-Junioren-Weltmeisterschaften 2007 und 2008, sowie den U20-Junioren-Weltmeisterschaften 2008, 2009 und 2010.

## Erfolge und Auszeichnungen
- 2012 KHL All-Star Game
- 2013 KHL-Verteidiger des Monats Oktober
- 2014 KHL-Verteidiger des Monats Oktober
- 2015 KHL-Verteidiger des Monats April
- 2015 Gagarin-Pokal-Gewinn mit dem SKA Sankt Petersburg
- 2017 Gagarin-Pokal-Gewinn und Russischer Meister mit dem SKA Sankt Petersburg
- 2021 Gagarin-Pokal-Gewinn mit HK Awangard Omsk

### International
- 2007 Goldmedaille bei der U18-Junioren-Weltmeisterschaft
- 2008 Silbermedaille bei der U18-Junioren-Weltmeisterschaft
- 2008 Bronzemedaille bei der U20-Junioren-Weltmeisterschaft
- 2009 Bronzemedaille bei der U20-Junioren-Weltmeisterschaft
- 2014 Goldmedaille bei der Weltmeisterschaft
- 2015 Silbermedaille bei der Weltmeisterschaft
- 2016 Bronzemedaille bei der Weltmeisterschaft

## Karrierestatistik

### International
(Legende zur Spielerstatistik: Sp oder GP = absolvierte Spiele; T oder G = erzielte Tore; V oder A = erzielte Assists; Pkt oder Pts = erzielte Scorerpunkte; SM oder PIM = erhaltene Strafminuten; +/− = Plus/Minus-Bilanz; PP = erzielte Überzahltore; SH = erzielte Unterzahltore; GW = erzielte Siegtore; 1 Play-downs/Relegation; Kursiv: Statistik nicht vollständig)